# Račice-Pístovice
Račice-Pístovice település Csehországban, Vyškovi járásban. Račice-Pístovice Bukovinka, Drnovice, Ruprechtov, Luleč, Nemojany, Ježkovice, Hostěnice és Olšany településekkel határos. Lakosainak száma 1314 fő (2024. január 1.).

## Népesség
A település lakosságának változását az alábbi diagram mutatja:
| Lakosok száma | 1291 | 1452 | 1383 | 1347 | 1147 | 1018 | 1216 | 1229 | 1220 | 1314 |
|               | 1869 | 1890 | 1921 | 1950 | 1980 | 2001 | 2017 | 2019 | 2022 | 2024 |